# Limbic Entertainment
Limbic Entertainment est un studio allemand de développement de jeux vidéo fondé en 2002 et situé à Langen.
Le studio est surtout connu pour sa collaboration avec l'éditeur français Ubisoft concernant la série des Might and Magic et Heroes of Might and Magic puisqu'ils ont notamment développé les opus Might and Magic Heroes VI, Might and Magic X: Legacy et Might and Magic: Heroes VII. Le studio a développé le jeu Tropico 6, édité par Kalypso Media.

## Jeux développés
| Titres                      | Année | Plates-formes                    |
| --------------------------- | ----- | -------------------------------- |
| Mein Pferdehof              | 2003  | Windows                          |
| Armaturus                   | 2008  | Windows                          |
| Dungeon Empires             | 2011  | Windows                          |
| Might and Magic Heroes VI   | 2011  | Windows                          |
| Might and Magic X: Legacy   | 2014  | Windows                          |
| Might and Magic: Heroes VII | 2015  | Windows                          |
| Memories of Mars            | 2018  | Windows                          |
| Tropico 6                   | 2019  | Windows, PlayStation 4, Xbox One |
| Park Beyond                 | 2022  | Windows, PlayStation 5, Xbox One |